# Мамедов, Муса Салам оглы
Муса Салам оглы Мамедов — советский хозяйственный, государственный и политический деятель.

## Биография
Муса Мамедов родился 15 июля 1932 года в Габале. В 1948 году окончил среднюю школу, а в 1952 году с отличием агрономический факультет Азербайджанского сельскохозяйственного института. Поступил в аспирантуру в том же году, в 1956 году защитил диссертацию и получил степень кандидата наук.
Некоторое время работал учителем, директором учебно-опытного хозяйства Азербайджанского сельскохозяйственного института. В 1964 году он был назначен начальником управления Министерства сельского хозяйства Азербайджанской ССР. С 1968 по 1970 год он занимал должность заместителя председателя Государственного комитета хлебопекарной и комбикормовой промышленности, а с 1970 по 1979 год — заместителя министра заготовок Азербайджанской ССР. Позже он был назначен председателем Научно-производственного объединения «Азеркендкимья». В 1986—1989 годах занимал должности заместителя председателя, первого заместителя председателя, председателя Государственного комитета аграрной промышленности, в 1989—2001 годах — председателя Республиканского производственного лесохозяйственного объединения.
Муса Мамедов также был избран членом коллегии Минсельхоза СССР. В 1992 году он был назначен заместителем премьер-министра Азербайджанской Республики. До самой смерти он работал советником министра сельского хозяйства Азербайджана.
Избирался депутатом Верховного Совета Азербайджанской ССР 10-го, 11-го и 12-го созывов.
Делегат XXVII съезда КПСС.
В 2009 году награждён Персональной пенсии Президента Азербайджанской Республики
Умер в Баку в 2019 году.